# Секулич, Мартин
Ма́ртин Се́кулич (хорв. Martin Sekulić; род. 4 января 1999, Загреб) — хорватский футболист, нападающий клуба «Урал».

## Клубная карьера
Секулич — воспитанник клубов ХАСК, «Равнице», «Кустошия», «Хайдук» и «Хрватски Драговоляц». 26 октября 2018 года в матче против «Кустошии» он дебютировал в хорватской ФНЛ в составе последнего.
Летом 2020 года Секулич подписал контракт с «Осиеком», где в основном выступал за дублирующий состав. 25 ноября в матче против «Истра 1961» он дебютировал в чемпионате Хорватии за основу.
В начале 2021 года игрок ненадолго вернулся в «Хрватски Драговоляц». Летом того же года Секулич стал игроком клуба «Рудеш». 14 августа в матче против загребской «Дубравы» он дебютировал за новую команду. В этом же поединке Мартин забил свой первый гол за «Рудеш». По итогам сезона игрок забил с 13 мячей и стал лучшим бомбардиром первенства.
Летом 2022 года Секулич подписал контракт с пловдевским «Ботевом». 15 июля в матче против «Ботева» из Врацы он дебютировал в чемпионате Болгарии. В этом же поединке Мартин забил свой первый гол за «Ботев». В 2024 году игрок помог клубу выиграть Кубок Болгарии.
Летом 2024 года Секулич перешёл в екатеринбургский «Урал», подписав контракт на два года. 31 августа в матче против владикавказской «Алании» он дебютировал в Первой лиге России, заменив во втором тайме Эрика Бикфалви. В этом же поединке Мартин забил свой первый гол за «Урал». В девятнадцатом туре Первой лиги России 2024/25 16 ноября 2024 года сделал дубль в ворота «Енисея».  24 мая 2025 года, в заключительном 34-м туре первой лиги России, Секулич в матче против «СКА-Хабаровск» (3:1) отличился забитым мячом и стал лучшим бомбардиром в первой лиге России в сезоне 2024/25 с результатом в 14 забитых мячей в 24 матчах. 

## Достижения

### Командные
«Ботев»
- Обладатель Кубка Болгарии: 2023/24

### Личные
- Лучший бомбардир хорватской ФНЛ: 2021/22 (13 мячей)
- Лучший бомбардир первой лиги России: 2024/25 (14 мячей)